# Le Secret de Veronika Voss
Série Trilogie BRD
Le Mariage de Maria Braun
(1979) Lola, une femme allemande
(1981)
Pour plus de détails, voir Fiche technique et Distribution.
Le Secret de Veronika Voss (titre original : Die Sehnsucht der Veronika Voss) est un film allemand de Rainer Werner Fassbinder sorti en 1982. 
Le film remporte l'Ours d'or au festival de Berlin cette année-là.
C'est le deuxième volet de la Trilogie BRD, après Le Mariage de Maria Braun et avant Lola, une femme allemande (Le Secret de Veronika Voss est néanmoins sorti en salles après Lola, une femme allemande).

## Synopsis
Veronika Voss, actrice déchue, célèbre durant la période du nazisme, souffre de terribles douleurs l'obligeant à se faire soigner par une mystérieuse femme médecin, le docteur Katz, qui administre des calmants à ses patients en échange d'un testament en sa faveur. Un soir, Veronika fait la rencontre de Robert Krohn, un journaliste, qui va tenter de l'aider à sortir de cette impasse,.

## Fiche technique
- Titre original : Die Sehnsucht der Veronika Voss

## Distribution
- Rosel Zech : Veronika Voss
- Hilmar Thate : Robert Krohn
- Cornelia Froboess : Henriette
- Anne-Marie Düringer : Dr Katz
- Armin Mueller-Stahl : Max Rehbein
- Peter Berling : le producteur / Dicker Mann
- Volker Spengler : 1er Metteur en scène
- Peter Zadek : 2e Metteur en scène
- Doris Schade : Josefa
- Erik Schumann : Docteur Edel
- Günther Kaufmann : le G.I. / le dealer
- Johanna Hofer et Rudolf Platte : le vieux couple
- Lilo Pempeit : Chehm
- Elisabeth Volkmann : Grete
- Karl-Heinz von Hassel (non-crédité) : médecin de l'asile

## Production
Rainer Werner Fassbinder évoque ici un thème souvent abordé dans son œuvre, le rapport dominant/dominé, ici incarné par Veronika et son médecin mais aussi entre Robert et elle-même.
Le film s'inspire des dernières années de l'actrice Sybille Schmitz.

## Place du film dans l'œuvre de Fassbinder
Le Secret de Veronika Voss fait partie des dernières réalisations de Fassbinder et clôt une trilogie, appelée Trilogie BRD,  dans laquelle Fassbinder évoque l'histoire de la nouvelle Allemagne de l'Ouest. Les deux premiers films de cette trilogie sont Le Mariage de Maria Braun diffusé en 1979 et Lola, une femme allemande diffusé en 1981.
Quelques éléments sont très symboliques : dans cette trilogie, consacrée à la reconstruction de l'Allemangne après la Seconde Guerre mondiale, le personnage-clé et le héros principal de chaque film est une femme. Pour le critique cinématographique Yann Lardeau, « Les années 50 sont une histoire de femmes. Ce sont elles qui portent sur leurs épaules l'effort de la reconstruction de l'Allemagne au lendemain de la guerre, de même que la volonté de détruire, l'effort de guerre, avait été porté, la décennie précédente par des hommes ».
Le Secret de Veronika Voss évoque la tentative d'oubli à la fois de la gloire passée du personnage de Veronika et de l'horreur des camps de concentration par un couple d'antiquaires juifs.